# Montemagno
Montemagno é uma comuna italiana da região do Piemonte, província de Asti, com cerca de 1.207 habitantes. Estende-se por uma área de 15 km², tendo uma densidade populacional de 80 hab/km². Faz fronteira com Altavilla Monferrato (AL), Casorzo, Castagnole Monferrato, Grana, Refrancore, Viarigi.

## Demografia
| Variação demográfica do município entre 1861 e 2011                               |
|                                                                                   |
| Fonte: Istituto Nazionale di Statistica (ISTAT) - Elaboração gráfica da Wikipedia |